# Yue Yiqin
Yue Yiqin (ou Yue Yi-chin; em chinês: 樂以琴; pinyin: Yuè Yǐqín; Wade–Giles: Yüeh I-ch'in; Sujuão,11 de novembro de 1914 — Nanquim 3 de dezembro de 1937) foi um ás da República da China durante a Segunda Guerra Sino-Japonesa. Ele alcançou cinco vitórias aéreas confirmadas até sua morte em combate durante a Batalha de Nanquim. Notavelmente, sua família afirmava ser descendente de Yue Fei, um general chinês e herói folclórico que viveu durante a dinastia Song.
Junto com Gao Zhihang, Liu Cuigang e Li Guidan, Yue foi considerado um dos "Quatro Heróis da Força Aérea Chinesa".

## Biografia
Yue nasceu em 1914 no condado de Lushan, Sijuão, como Yue Yizhong (em chinês: 樂以忠; pinyin: Yuè Yǐzhōng; Wade–Giles: Yüeh I-chung). Tanto academicamente quanto atleticamente talentoso, ele competiu pela equipe de atletismo da província de Sujuão como velocista nos Jogos Nacionais enquanto estava no colégio. Após a formatura, Yue queria estudar medicina na Universidade Cheeloo em Jinan, mas por razões desconhecidas não tinha certificado acadêmico de sua escola. Como resultado, ele pegou emprestado o nome de seu irmão mais velho, "Yue Yiqin", para se matricular na universidade e a partir de então passou a viver com esse nome. Yue abandonou seus estudos de medicina quando o Japão invadiu a Manchúria em 1931 e, em vez disso, ingressou na Academia Central de Aviação. Após a formatura, Yue serviu pela primeira vez no 8.º EP (Esquadrão de Perseguição), depois se tornou um instrutor na Academia e, finalmente, ingressou no 22.º EP/4.º GP (Grupo de Perseguição) como líder de voo e tenente.

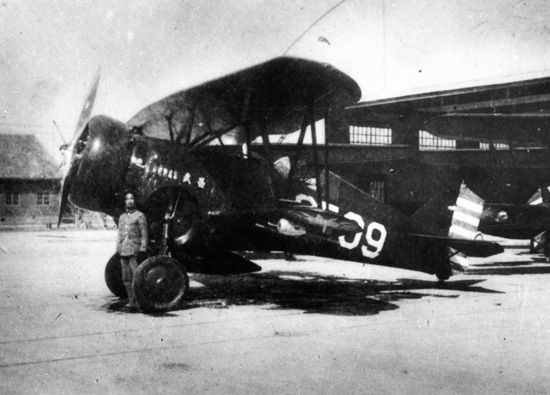
Yue voou um Hawk III, como o mostrado aqui, que era numerado 2204.

Yue conquistou suas primeiras vitórias aéreas em 15 de agosto de 1937 durante a Batalha de Xangai, quando o 22.º EP/4.º GP encontrou um grupo de Mitsubishi B2Ms do porta-aviões da frota da Marinha Imperial Japonesa Kaga; Yue supostamente participou da destruição de quatro B2Ms com seu caça Hawk III n.º 2204.
Em 21 de agosto, a Força Aérea Chinesa lançou um bombardeio contra o campo de aviação japonês na Fábrica Têxtil Kunda, em Xangai. Conforme os bombardeiros de ataque chineses Northrop Gamma 2CE se aproximavam de seu alvo, eles foram separados de seus grupos e interceptados por hidroaviões IJNAS Nakajima E8N. Forçados a interromper o ataque, os bombardeiros tentaram fugir, mas foram perseguidos pelos japoneses. Seguiu-se uma dogfight, na qual dez Hawk IIIs chineses próximos logo intervieram; entre esses caças estava Yue. Ele foi o único a derrubar um dos hidroaviões, embora o piloto japonês, Shigeru Yano, tenha conseguido sobreviver jogando seu E8N no rio Huangpu. Provavelmente como resultado da confusão do dogfight, Yano mais tarde erroneamente relatou que ele havia abatido com sucesso e, portanto, destruído o Hawk III que o atacou; Yue, entretanto, voltou para sua base ileso.
Yue conquistou sua próxima vitória aérea um mês depois, em 20 de setembro, ao participar de uma missão para interceptar dois grandes grupos de aviões japoneses perto de Nanquim. Yue voou mais uma vez com seu Hawk III 2204, desta vez com um sistema de oxigênio (máscara, etc.) que lhe permitiu operar em altitudes muito mais elevadas. Quando seu grupo de caças atacou a formação japonesa, dois Boeing 281 chineses dispersaram os caças Mitsubishi A5M que estavam escoltando, enquanto Yue e outros Hawk III atacaram os bombardeiros, a cerca de 20 000 pés. Após a seguinte ação, Yue afirmou que havia abatido um "bombardeiro leve", embora isso provavelmente não fosse correto. Com base em registros japoneses, o historiador Raymond Cheung argumenta que o avião que Yue atacou era o D1A1 do Tenente Yoshiyuki Kame. Kame mais tarde relatou que sua máquina foi atacado e danfiicado por "um solitário Hawk III saindo do sol", com o seu atirador, Kuroki, morto. No entanto, Kame conseguiu retornar com segurança com seu avião danificado para o campo de pouso de Kunda em Xangai.
Devido a seus sucessos, Yue foi premiado com a Medalha de Cinco Estrelas e promovido a subcomandante do 21.º EP/4.º GP, embora com a queda de Xangai no final de novembro a unidade inteira tenha sido reduzida a dois Hawk IIIs operacionais. Estes foram transportados por Yue e seu superior, o capitão Tung Ming-teh, para Nanquim em 3 de dezembro. Logo após chegar ao novo campo de aviação, um alerta de ataque aéreo soou quando uma grande formação do Serviço Aéreo Imperial da Marinha do Japão se aproximou. Yue e Tung decolaram novamente, e passaram a enfrentar todo o esquadrão de bombardeiros escoltado por 11 A5Ms por si próprios. A máquina de Yue acabou sendo atingida e ele saltou da mesma, mas seu paraquedas não abriu e ele caiu para a morte. Tung sobreviveu e confirmou a morte de Yue.

## Legado
Yue foi enterrado no Cemitério dos Mártires da Aviação (航空烈士公墓), em Nanquim, na primavera de 1946.
Em 1937, o artista Ye Qianyu criou um grande cartaz de propaganda baseado em uma fotografia de Yue Yiqin e o usou para uma exposição em Nanquim. Yue visitou a exposição e tirou uma fotografia com a artista. Ye Qianyu recebeu a fotografia cinquenta anos depois de um membro da família de Yue.